# Antoine Chaligny
Antoine Chaligny, né en 1580 à Nancy et mort le 14 octobre 1651 à Paris, est un fondeur lorrain.

## Biographie
Fils du maitre fondeur de l’artillerie Jean Chaligny et frère cadet de David, il acheva, après la mort de son frère de la peste, en 1631, le cheval de bronze qui devait porter la statue du grand-duc Charles III, haute de onze ou douze pieds, et il exécuta en terre le modèle de la statue. Les invasions successives auxquelles la Lorraine fut en proie ne permirent pas l’achèvement de cet ouvrage. Louis XIV ayant jugé le cheval de bronze également de bonne prise, le fit conduire à Paris, puis à Dijon où il fut destiné à porter la statue qui devait lui être érigée. Le marquis de Beauvau a rapporté dans ses Mémoires qu’« Il fut fait plus d’honneur à ce cheval, à son arrivée à Paris, que les Grecs n’en rendirent jamais à celui de Troie ; le roi ordonnant lui-même qu’on l’allât recevoir avec trompettes sonnantes….»
Chaligny exécuta également le petit modèle en bronze de la statue équestre de Charles III qui ornait la galerie du château d'Haroué appartenant au prince de Craon qui, après avoir lu l’éloge de Charles III, publié par Coster, fit présent à cet orateur de la statue du héros qu’il avait célébré. Le chef-d’œuvre de Chaligny, longtemps placé sur un piédestal au milieu de la bibliothèque de Coster, fut acheté, de ses héritiers, par la ville de Nancy, et il orne aujourd’hui son musée.
Nommé commissaire-général des fontes de l’artillerie de France, Chaligny ne termina pas ses jours en Lorraine. Sa femme, qui lui survécut longtemps, mourut le 29 août 1666, à l’âge de 75 ans. Il a laissé un fils, Pierre, qui coopéra avec lui à l’exécution du modèle en terre de la statue de Charles III et fut anobli, en 1659, « à raison des services rendus par sa famille depuis plus de deux cents ans ».

## Hommage
Une voie parisienne du 12e arrondissement et une station du métro parisien ont reçu son nom en hommage.

## Source bibliographique
- Joseph-François Michaud, Louis-Gabriel Michaud, Biographie universelle, ancienne et moderne ou, Histoire, par ordre alphabétique de la vie publique et privée de tous les hommes qui se sont fait remarquer par leurs écrits, leurs actions, leurs talents, leurs vertus ou leurs crimes, vol. 60, Paris, Michaud frères, 1836, p. 374.